# Adamsberg
Adamsberg är en herrgård strax utanför Rimbo i Stockholms län.

## Historik
Gården, som förut hette Framskälby, fick sitt nuvarande namn efter riksrådet Adam Horn af Ekebyholm (död 1778). Adamsberg har ägts av bland andra amiral Nils Göransson Stiernsköld, Bengt Bengtsson Oxenstierna ("Resare-Bengt") från 1626, efter honom ätten Horn, och var under deras ägo förenad med egendomen Ekebyholm i samma socken. I början av 1900-talet ägdes Adamsberg av K.A. Blomquist. Gården inköptes 1936 av friherre Magnus Lagerbielke yngre bror till sparbanksdirektören greve Erik Lagerbjelke. Erik Lagerbjelke hade fram till 1968 innehaft Älvsjö gård strax söder om Stockholm, som varit fideikommiss inom ätten Lagerbjelke sedan 1772. 
Fideikommisset avvecklades efter Erik Lagerbjelkes död 1973. Magnus Lagerbjelke blev då greve och ändrade därmed stavningen till Lagerbjelke. Älvsjö gård blev därefter centrum för Älvsjömässan.
I dag ägs Adamsberg av juris doktor greve Gustaf Lagerbjelke och enda son till Magnus Lagerbjelke. 2016 uppförde Gustaf Lagerbjelke på initiativ av sonen friherre Johan Lagerbielke ett nytt corps-de-logi på samma plats som Adam Horns gamla mangårdsbyggnad stod innan den brann.

## Galleri

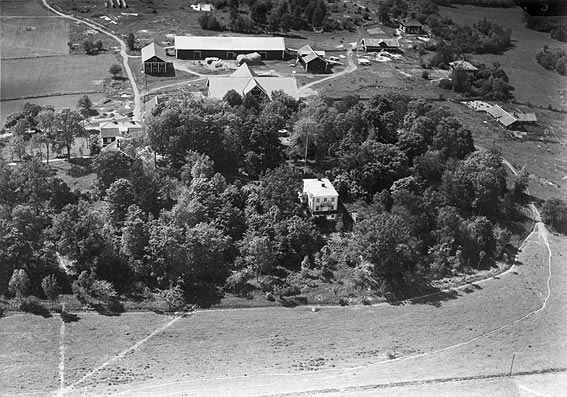
Adamsberg sett från luften 1936.
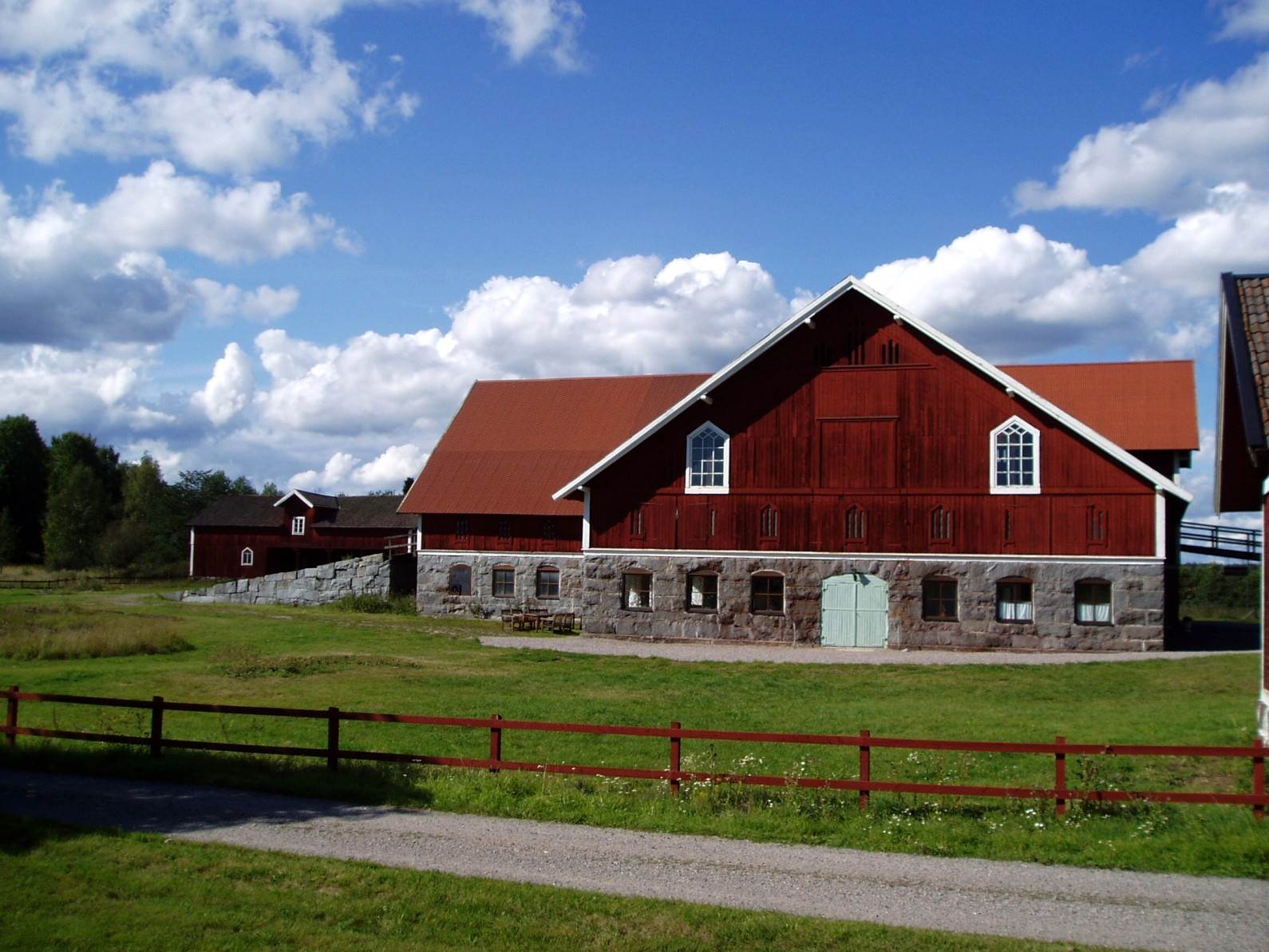
Adamsbergs herrgård, ladugården.